# Mundos opuestos
Mundos opuestos é uma telenovela mexicana produzida pela Televisa e exibida pelo El Canal de las Estrellas em 1976.
Foi protagonizada por Lucía Méndez e Ernesto Alonso e antagonizada por Miguel Palmer e Sergio Bustamante.

## Sinopse
O multimilionário Claudio de la Mora é o pai de Mario, um jovem rebelde que não o ama, é negociador de armas e parte da mafia chamada "A organização", e usa os barcos da empresa de seu pai para os negócio fora da lei, que transporta gás do Oriente Médio; Num certo momento e por razões desconhecidas, os membros da organização informam Claudio que seu filho morreu e eles lhe enviaram gravações com sua voz antes de sua suposta morte.
Ao mesmo tempo, sua filha Mónica estuda em uma Universidade de prestígio, mas também em rebelião com seu pai, se compromete com os pobres e até mesmo vai à universidade de ônibus. Nestas circunstâncias, ele chega em um bairro humilde onde conhece Beba, Antonia e Cecilia, a quem os leva de visita a sua imponente mansão.
É nessas circunstâncias que Claudio conhece e se apaixona por Cecilia, que é a bela filha de Antonia, uma humilde cozinheira; Ele com paciência e ternura ensina e educa-a até que ele possa elevá-la ao seu nível social com o objetivo de fazer com que ela se case com ele.
Mario é desembarcado da máfia e salvo de um seqüestro pelo chefe da organização chamada "Condor", que retorna fortuitamente para a casa de seu pai e se torna seu rival pelo amor de Cecilia para finalmente vencer e seja aquele que se casa com ela.
No final, o tenente Larios descobre que René, o secretário de Claudio e sua governanta Carlota, estavam envolvidos na organização, ambos sendo presos.
Este melodrama apresenta o confronto entre o mundo dos ricos e o da classe trabalhadora, isto é, os "mundos opostos".

## Elenco
- Ernesto Alonso.... Claudio de la Mora
- Lucía Méndez.... Cecilia
- Miguel Palmer.... Mario de la Mora
- Rita Macedo.... Cristina
- Carmen Montejo.... Antonia
- Jorge Luke.... Luis
- Félix González.... Larios
- Arsenio Campos.... Álvaro
- Carlos Rotzinger.... García
- Rosa Gloria Chagoyán.... Elba
- José Alonso.... José Alberto de la Mora
- Ana Martín.... Mónica de la Mora
- Anita Blanch.... Doña Josefina
- Luis Politi.... Gerardo
- Patricia Arredondo
- Laura León[3]
- Sergio Bustamante.... René
- Leticia Perdigón.... Beba
- Roberto Montiel
- Sergio Goyri ... Joaquín[4]